# 塔拉克利亞區
塔拉克利亞區（羅馬尼亞語：Raionul Taraclia）是摩爾多瓦南部的一個區，東鄰烏克蘭，北鄰加告茲。面積1,022平方公里。2004年人口43,151人，當中66%為保加利亞人。首府塔克拉利亞。